# Christian August Struve
Christian August Struve (* 28. Januar 1767 in Görlitz; † 6. November 1807 ebd.) war ein deutscher Arzt.

## Leben
Christian August entstammte der Familie Struve. Sein Vater war Benjamin August Struve, der Erwerber der deswegen auch Struve-Apotheke genannten Ratsapotheke.
Christian August wollte zunächst Theologie studieren, begann aber im Jahr 1786 nach dem Wunsch seines Vaters sein medizinisches Studium in Leipzig. Nach vier Jahren promovierte er mit der Arbeit De terroris in corpus humanum vi (deutsch: Über den Einfluss des Schreckens auf den menschlichen Körper). Im selben Jahr 1790 übernahm er auch die Apotheke seines kurz zuvor verstorbenen Vaters. Weitere vier Jahre später begann er die städtischen Krankenhäuser mit Medikamenten zu beliefern. Er schrieb und veröffentlichte zahlreiche Arbeiten, um Ärzte, Hilfskräfte und Patienten mit seinem Wissen über beispielsweise Pockenkrankheiten, Erste-Hilfe-Maßnahmen und Geburt zu unterstützen.
Im Jahr 1801 unterrichtete Struve die Öffentlichkeit von der geringeren Gefährlichkeit der Pockenimpfung durch Kuhpocken als durch menschliche Pocken. Viele Ärzte leugneten die Ansteckungsfähigkeit der Pocken. Impfungen durch menschliche Pocken lösten durch mangelnde Hygienesorgfalt einige Infektionswellen aus. Die damaligen, meist aus England angereisten Impfärzte verlangten viel Geld, wodurch die Mehrzahl der Impfungen unterblieb. In der gleichen Veröffentlichung forderte Struve von Eltern und der Geistlichkeit Entscheidungen für Impfungen. Er impfte Kinder armer Eltern sogar kostenlos, nach einer anderen Quelle für sechs Groschen. Besonders die Gesundheit von Kindern stand in seinem Interesse.
Außerdem erfand Struve den sogenannten „Galvanodesmus“, ein Gerät, das offenbar durch elektrische Impulse den Scheintod einer Person feststellen sollte, um ein Lebendigbegräbnis zu verhindern. Die Funktionstüchtigkeit des Geräts ist nicht bekannt.
Viele seiner Schriften wurden in fremde Sprachen übersetzt (Sorbisch, Mährisch, Holländisch, Englisch) und auch er übersetzte englische Werke ins Deutsche.

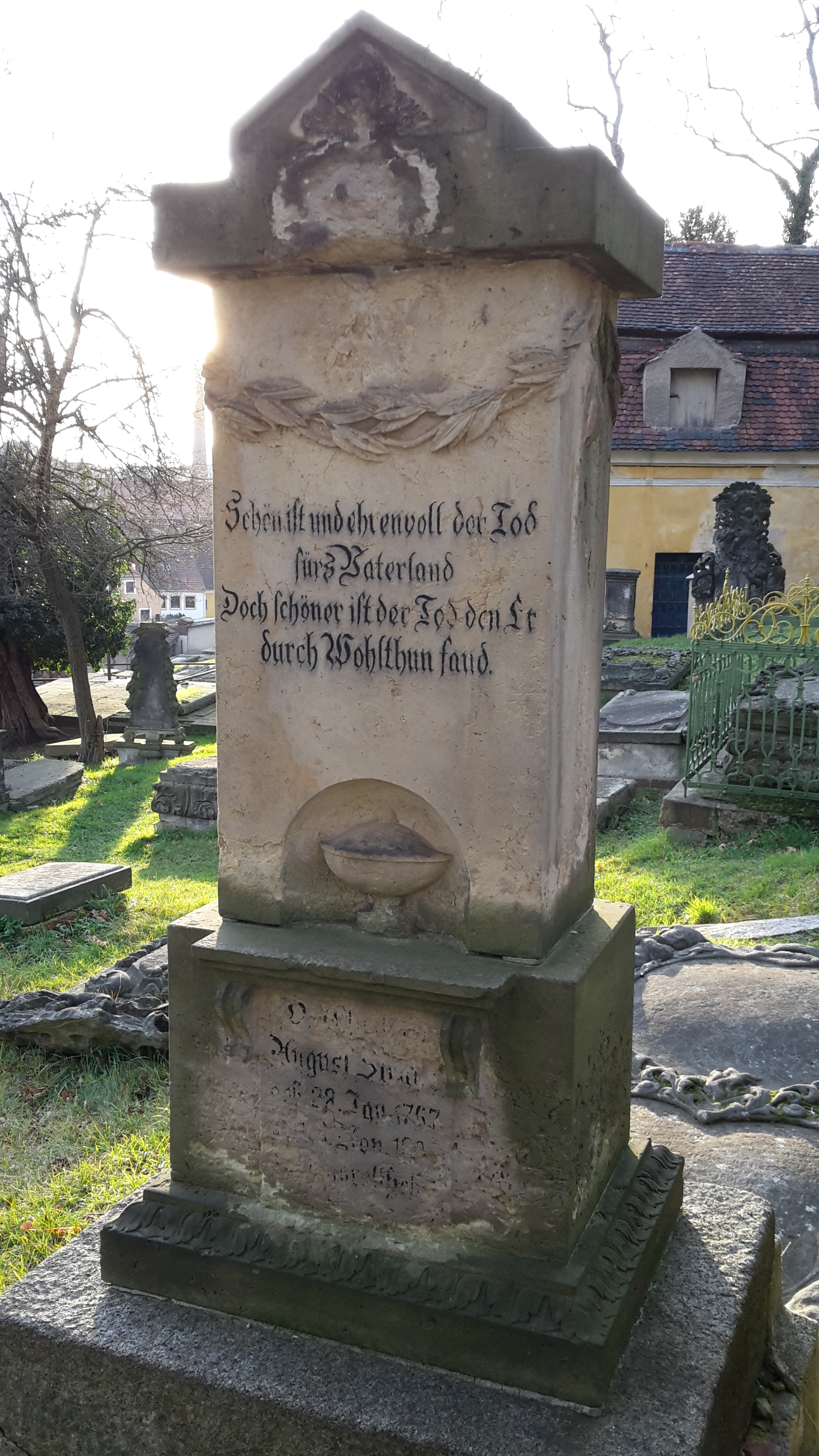
Grabstein von Christian August Struve

Bei der Behandlung kranker und verwundeter Soldaten in den Napoleon’schen Kriegen infizierte er sich mit Typhus. Er starb daran am 6. November 1807 und wurde auf dem Nikolaifriedhof in Görlitz bestattet.

## Auszeichnungen (Auswahl)
- Ehrenmitglied der Londoner Medizinischen Gesellschaft
- Ehrenmitglied der Leipziger Ökonomische Sozietät
- Ehrenmitglied der Oberlausitzischen Gesellschaft der Wissenschaften